# Cevico de la Torre
Cevico de la Torre è un comune spagnolo di 648 abitanti situato nella comunità autonoma di Castiglia e León.